# Lepidoperca tasmanica
Lepidoperca tasmanica är en fiskart som beskrevs av Norman, 1937. Lepidoperca tasmanica ingår i släktet Lepidoperca och familjen havsabborrfiskar. Inga underarter finns listade i Catalogue of Life.